# ناوگان پنجم ایالات متحده آمریکا

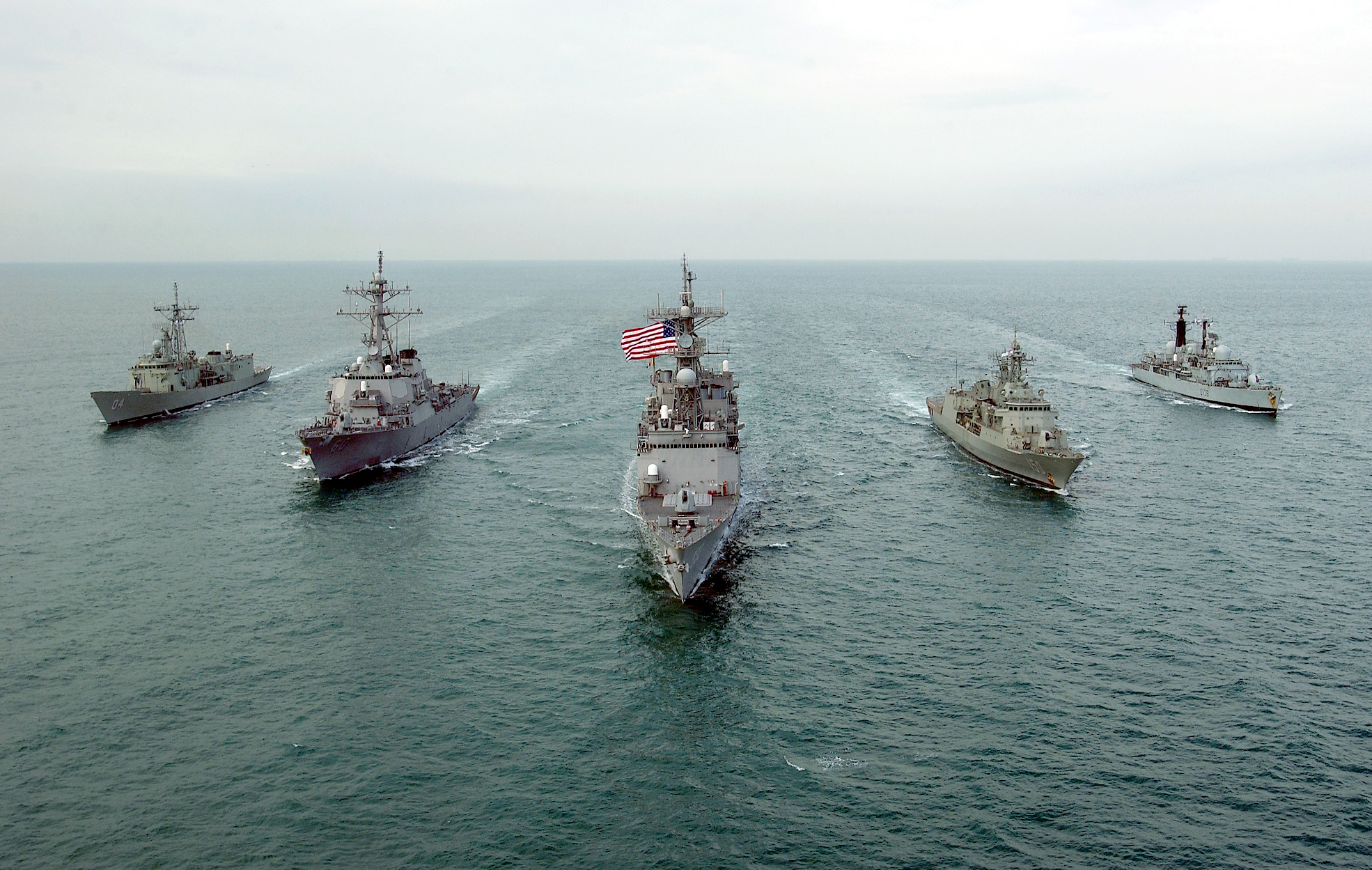
دو ناوشکن ناوگان پنجم نیروی دریایی آمریکا در کنار دو ناوشکن استرالیایی و یک ناوشکن انگلیسی در خلیج فارس

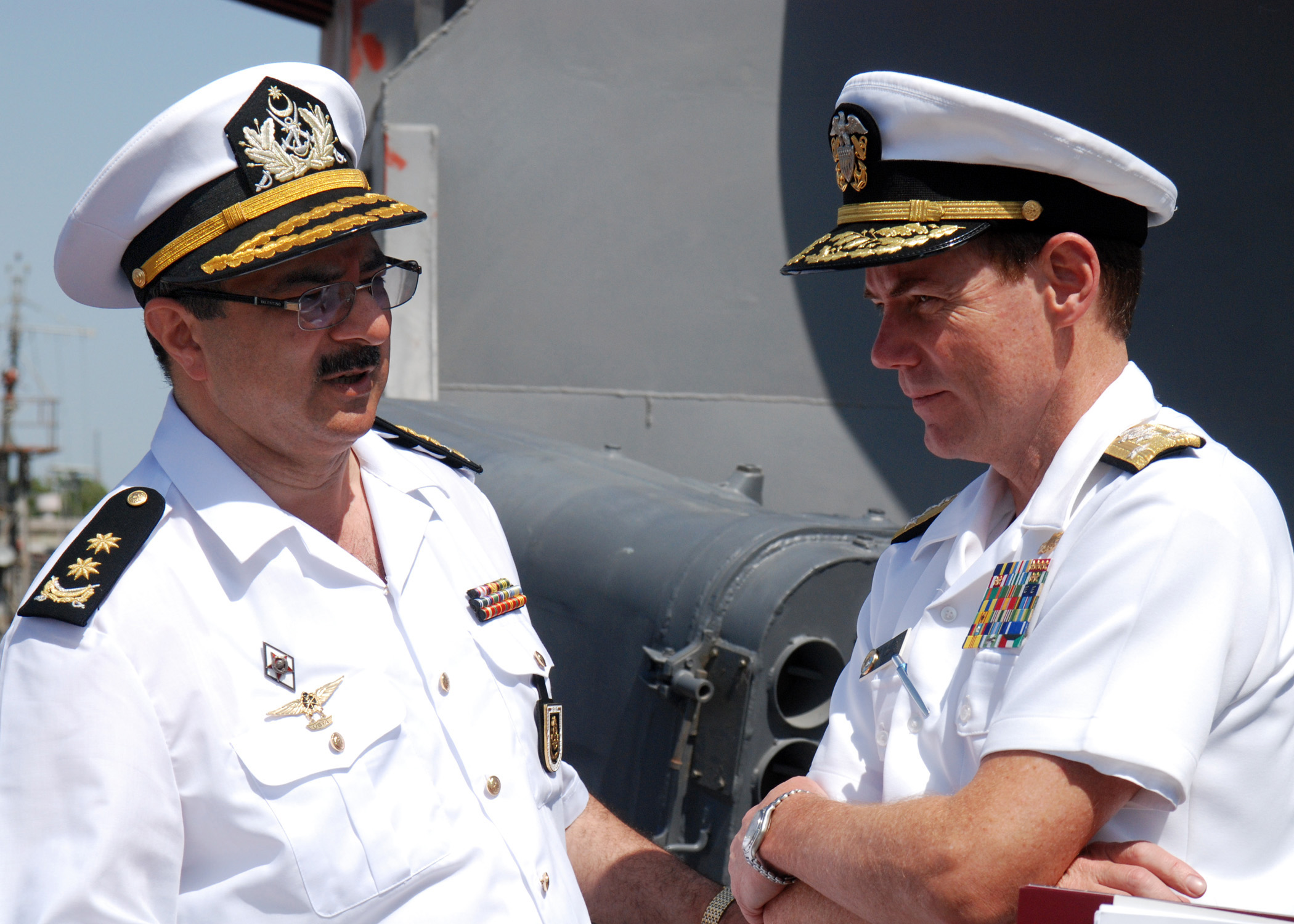
کوین کاسگریف از ناوگان پنجم در حال دیدار با شاهین سلطانف، فرمانده نیروی دریایی آذربایجان در باکو

ناوگان پنجم نیروی دریایی ایالات متحده آمریکا (در انگلیسی: United States Fifth Fleet) یک ناوگان فعال نیروی دریایی ایالات متحده آمریکا است که مسئولیت حفظ منافع آمریکا در خلیج فارس، دریای عمان، دریای سرخ، خلیج عدن و بخش‌هایی از اقیانوس هند را بر عهده دارد.
مرکز کنونی ناوگان پنجم نیروی دریایی ایالات متحده آمریکا در کشور بحرین قرار دارد و فرماندهی آن بر عهده دریادار ساموئل پاپارو است.